# Rudolf Vodrážka
Rudolf Vodrážka (9. března 1932 Plzeň – 21. února 2001 Praha) byl český herec.
Roku 1955 vystudoval herectví na Divadelní fakultě Akademie múzických umění v Praze, již za studií vystupoval ve školním klubu DISK a krátce působil v trutnovském Krajském oblastním divadle (1955–1956) a v českobudějovickém Jihočeském divadle (1956 –1959). Následně zakotvil v Praze jako člen Divadla Jiřího Wolkera (1959–1991). Po transformování této scény na Divadlo na Starém Městě (1991–1996) zde působil až do jeho zrušení.

## Osobní život
Jeho ženou byla herečka a kolegyně Karolina Slunéčková, jejich synem byl střihač a režisér Rudolf Vodrážka ml. (* 1960). Rudolf Vodrážka zemřel 21. února 2001 v Praze, krátce před devětašedesátými narozeninami.
Pohřben je spolu s manželkou v obci Lnáře na Strakonicku, kde měli chalupu.

## Herecké role

### Divadelní role - výběr
- Othello (Lodovico)
- Bílá nemoc (Asistent)
- Sluha dvou pánů (Florindo)
- Lucerna (Mušketýr)
- Tři mušketýři po dvaceti letech (Porthos)
- Strakonický dudák (Alamír)
- Deník Anny Frankové (Van Daan)
- Romeo a Julie (Escalus)
- Sen noci svatojánské (Oberon)
- Fidlovačka (Hvězdoleský)

### Filmové role - výběr
- 1954 - V podzemí (chalupník)
- 1961 - Muž z prvního století ( muž v kombinéze)
- 1964 - Čintamani a podvodník (číšník)
- 1972 - Pan Tau a cesta kolem světa (pořez)
- 1978 - Kulový blesk (Kadlec)
- 1981 - Zralé víno (lékař)
- 1982 - Zelená vlna (muž Jiřiny Strakové)
- 1984 - Fešák Hubert (otec ženicha Karla Čerepatky)
- 1984 - Rumburak (chodec)
- 1985 - Mravenci nesou smrt (otec Kučera)
- 1986 - Chobotnice z II. patra (řidič v tričku)